# Ashina Moriuji
Ashina Moriuji est un nom japonais traditionnel ; le nom de famille (ou le nom d'école), Ashina, précède donc le prénom (ou le nom d'artiste).
Ashina Moriuji (芦名 盛氏, 1521-28 juillet 1580) est un daimyo de l'époque Sengoku. Il règne sur le château de Kurokawa (plus tard connu sous le nom de château d'Aizuwakamatsu) et ses environs. Il est également à l'origine de la construction du château de Mukaihaguroyama qu'il utilise comme résidence après sa retraite. Le château est achevé en 1561.

## Source de la traduction
- (en) Cet article est partiellement ou en totalité issu de l’article de Wikipédia en anglais intitulé « Ashina Moriuji » (voir la liste des auteurs).